# سویولان
سویولان (به لاتین: Soyulan) یک منطقه مسکونی در جمهوری آذربایجان است که در شهرستان ترتر واقع شده است. سویولان ۴۳۱ نفر جمعیت دارد.